# Xingó
Pedro Salvador (14 września 1900 – ?) – piłkarz brazylijski znany jako Xingó, defensywny pomocnik.
Urodzony w São Paulo Xingó jako gracz klubu EC Pelotas był w kadrze reprezentacji podczas turnieju Copa América 1922, gdzie Brazylia zdobyła mistrzostwo Ameryki Południowej. Nie zagrał jednak w żadnym meczu.
Po turnieju przeniósł się do klubu SE Palmeiras, z którym dwukrotnie zdobył mistrzostwo stanu São Paulo – w 1926 i 1927. W Palmeiras Xingó grał do 1931 roku.